# Distretto di Khonqa
Il distretto di Khonqa è uno dei 10 distretti della Regione di Xorazm, in Uzbekistan. Il capoluogo è Khonqa.